# Kangur olbrzymi

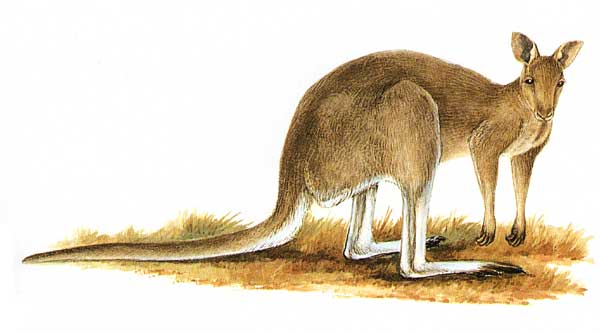
Rysunek obrazujący sylwetkę

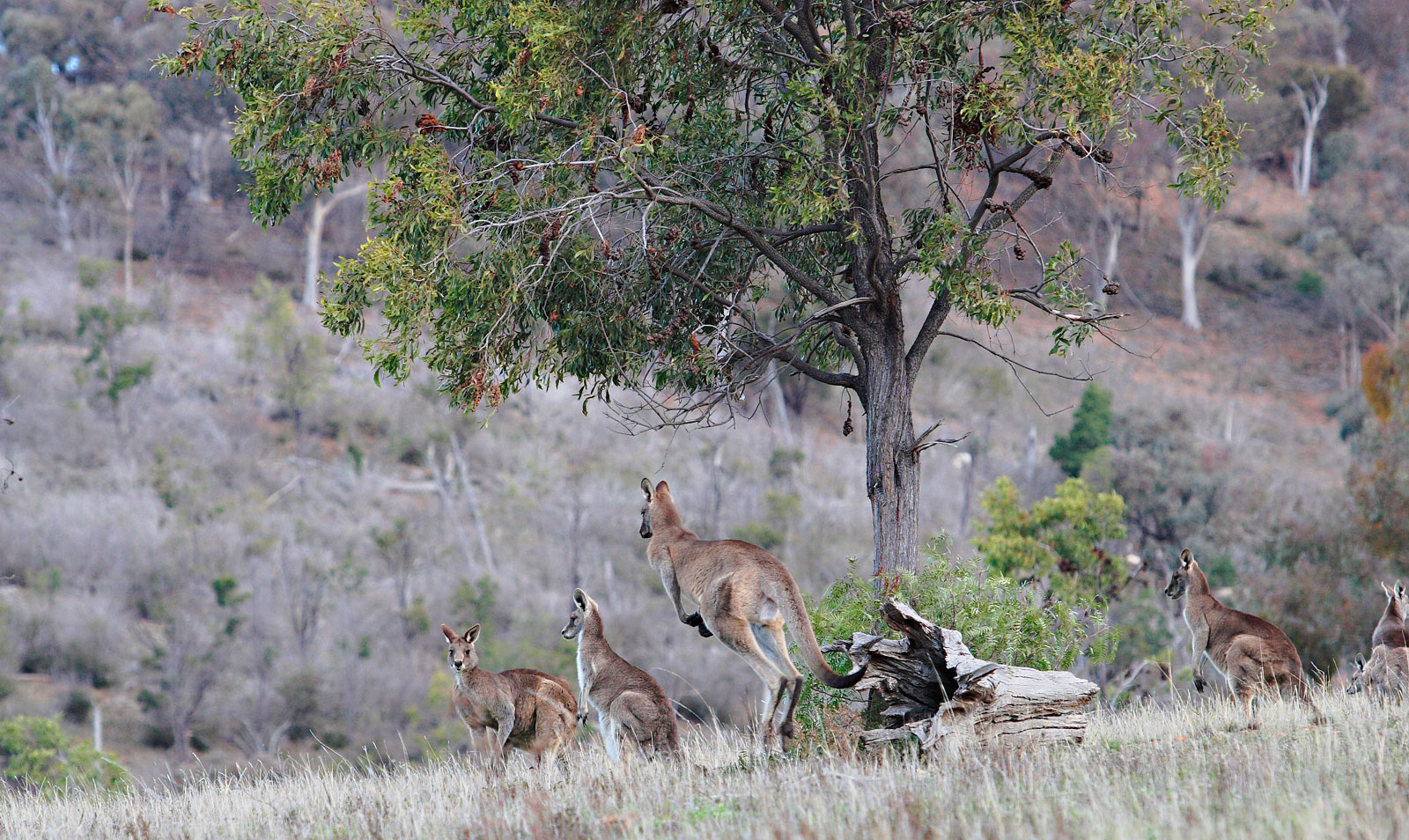
Pasące się kangury

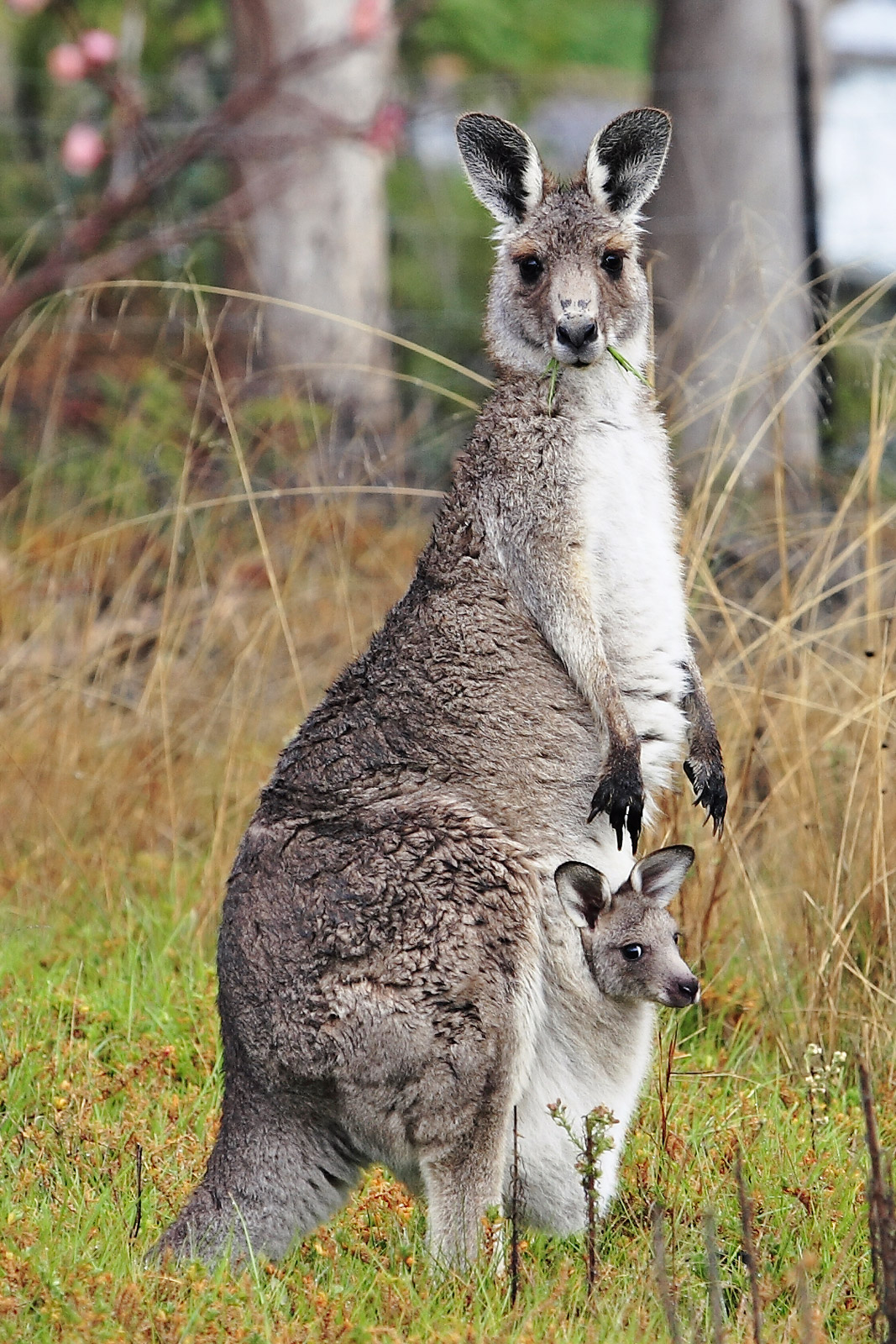
Samica z młodym kangurem w torbie lęgowej

Kangur olbrzymi (Macropus giganteus) – gatunek ssaka z podrodziny kangurów (Macropodinae) w obrębie rodziny kangurowatych (Macropodidae), endemit kontynentu australijskiego, jeden z najbardziej popularnych kangurów, często mylony z kangurem szarym, łapanym dla skór i mięsa już przez Aborygenów. Przez Europejczyków widziany po raz pierwszy w 1770. Obok kangura rudego i szarego należy do największych współcześnie żyjących torbaczy.

## Taksonomia
Gatunek po raz pierwszy zgodnie z zasadami nazewnictwa binominalnego opisał w 1790 roku brytyjski przyrodnik George Shaw nadając mu nazwę Macropus giganteus. Miejsce typowe według oryginalnego opisu to „rodowity mieszkaniec Nowej Holandii” (ang. native of New Holland), tj. Kings Plains, Cooktown, Queensland, Australia. Okaz typowy (neotyp) skóra i czaszka samca (sygnatura QM J10749) z kolekcji Muzeum Queenslandu, zebrany 24 listopada 1960 roku przez D.P. Vernona i S. Breedena.
Populacja tasmańska jest często uznawana za odrębny podgatunek, jednak badania genetyczne przeprowadzone w XXI wieku nie wykazały większego zróżnicowania w obrębie gatunku.
Autorzy Illustrated Checklist of the Mammals of the World uznają ten takson za gatunek monotypowy.

### Etymologia
- Macropus: gr. μακροπους makropous, μακροποδος makropodos ‘długo-stopy’, od μακρος makros ‘długi, wielki’; πους pous, ποδος podos ‘stopa’[18].
- giganteus: łac. giganteus „gigantyczny, olbrzymi”, od gigas, gigantis ‘gigant, olbrzym’, od gr. γιγας gigas, γιγαντος gigantos ‘gigant’[19].

## Zasięg występowania i siedlisko
Kangur olbrzymi występuje we wschodniej Australii od półwyspu Jork, w północno-wschodnim Queenslandzie, od południa daleko w południowo-wschodniej Australii Południowej i północno-wschodniej Tasmanii; również na wyspach Bribie, Curtis, Wielkiej Wyspie Piaszczystej i North Stradbroke (Queensland) oraz Little Snake, Rotamah i Sunday (Wiktoria).
Typowe siedlisko kangura olbrzymiego to otwarte tereny lesiste i trawiaste, ze stosunkowo dużymi opadami deszczów, ale coraz częściej spotykany jest na terenach półpustynnych, gdzie został zepchnięty na skutek rozwoju gospodarki człowieka.

## Charakterystyka
Długość ciała (bez ogona) samic 95,8–185,7 cm, samców 97,2–230,2 cm, długość ogona samic 44,6–84,2 cm, samców 43–109 cm; masa ciała samic 17–42 kg, samców 19–90 kg. Z typową dla kangurowatych sylwetką – mała głowa, duże uszy, krótkie przednie i długie tylne kończyny – całkowicie wyprostowany osiąga ponad 2 metry.
Ciało pokrywa gładka, miękka i gęsta sierść koloru szarobrunatnego, część brzuszna, nogi i spodnia część ogona są jaśniejsze, na części twarzowej mogą miejscami występować siwe włosy. Kangury olbrzymie z terenów położonych bliżej wybrzeży mają jaśniejsze futro niż w głębi lądu, natomiast na południu kontynentu i w Tasmanii mają futro dłuższe.
Dymorfizm płciowy jest wyraźnie widoczny w różnicy wielkości. Przeciętna masa ciała samców jest 2–3 razy większa niż samic.
Bardzo mocny ogon pomaga w balansowaniu ciałem w szybkim biegu i stanowi podporę, kiedy kangur stoi. Tylne kończyny są silnie umięśnione, przystosowane do skakania, zakończone szerokimi stopami dorastającymi do 56 cm długości. Nogi zbudowane są w taki sposób, że poruszając się szybciej kangur zużywa mniej energii, potrafi wykonywać skoki do 9 metrów, a na krótkich odcinkach może osiągać prędkość do 48 km/h.
Przednie kończyny są krótkie, ruchliwe, zakończone pięciopalczastą dłonią. Służą do zbierania pokarmu i podawania go do pyska oraz do drapania się. Chód kangura olbrzymiego robi wrażenie niezgrabnego, ciężkiego i utykającego.
Mają dobrze rozwinięty wzrok, węch i słuch. Budowa uszu umożliwia ich obracanie w pożądanym kierunku. Każdy podejrzany szelest wywołuje niepokój i ucieczkę. Uciekają ogromnymi susami o długości do 9 m i wysokości 3 m. W normalnym biegu wykonują 3-metrowe skoki. Poruszając się powoli podpierają się przednimi łapami.

### Olbrzymi czy szary?
Kangur olbrzymi jest często mylony z kangurem szarym, który był początkowo klasyfikowany jako podgatunek kangura olbrzymiego. Obydwa gatunki osiągają podobne rozmiary ciała i prowadzą podobny tryb życia. Pysk kangura szarego jest ciemny, podczas gdy kangur olbrzymi ma tę część łba niemal białą. Ponadto kangury olbrzymie nie posiadają charakterystycznej dla kangurów szarych białej łaty na udach. Kangur olbrzymi ma czarne zakończenie ogona.

## Tryb życia
Kangury olbrzymie są zwierzętami wyłącznie roślinożernymi. Żywią się liśćmi, pędami traw z rodzaju Spinifex, ziołami, nierzadko pasąc się razem ze zwierzętami hodowlanymi (owce, bydło). W niewoli zjadają również owoce. Żerują od zmierzchu do świtu, a w ciągu dnia śpią lub odpoczywają, chowając się w cieniu drzew lub wykopując zagłębienia w ziemi. Pasący się kangur skubie trawę w pozycji siedzącej podpierając się ogonem. Po oskubaniu trawy podnosi się i zjada ją w pozycji wyprostowanej. Po jedzeniu kładzie się na ziemi, wyciągając tylne nogi na bok, co ma znaczenie obronne – pozwala natychmiast zerwać się i uciec.

### Zachowania socjalne
Kangury olbrzymie tworzą małe grupy, w skład których wchodzi dorosły samiec – lider stada, czasem 2–3 młodsze samce i 2–3 samice z młodymi. Na bogatych w pokarm pastwiskach spotykane są większe stada. Grupy kilku stad często pasą się razem. Po wyczerpaniu się pokarmu większe stado ponownie dzieli się na grupki poszukujące pokarmu oddzielnie.
Samce wykazują agresję przy ustalaniu hierarchii w stadzie. Dominujący samiec ma pierwszeństwo w pokrywaniu samicy wchodzącej w okres rui. Wyczuwając gotowość samicy do rozrodu zbliża się do niej i obwąchuje, wydając przy tym dźwięki przypominające gdakanie i przytrzymując jej głowę i ogon w sposób charakterystyczny dla wielu kangurowatych.
Porozumiewają się emitując różnorodne dźwięki przypominające gdakanie, kwiczenie i gardłowy kaszel (takie odgłosy wydają również samce w czasie konfrontacji z rywalami). Wyczuwając zagrożenie tupią tylnymi nogami o ziemię. Jest to kierowany do współplemieńców sygnał ostrzegawczy roznoszący się na znaczną odległość.

## Rozród i rozwój
Samce osiągają dojrzałość płciową w wieku 20 miesięcy, a samice – 17 miesięcy. Gody odbywają się w większości przypadków od wiosny do wczesnego lata. Po 30–38 dniowej ciąży rodzi się zawsze jedno młode. Ma 3 cm długości. Kończyny, uszy i otwory nosowe są słabo rozwinięte. Młody kangur zaraz po urodzeniu samodzielnie wdrapuje się po futrze matki do jej torby lęgowej, gdzie przytwierdza się do sutka i zaczyna pobierać pokarm. W torbie lęgowej przebywa około 10 miesięcy, ale po jej opuszczeniu jeszcze przez 9 miesięcy żywi się mlekiem matki. Skład mleka zmienia się wraz z rozwojem młodego kangura. Matka komunikuje się z młodym serią pisków i dźwięków przypominających gdakanie.
Kangury olbrzymie żyją przeciętnie 7-10 lat na wolności, rekord w niewoli wynosi około 20 lat.

## Status
Kangury jako roślinożercy regulują wzrost i rozprzestrzenianie się roślinności trawiastej i krzewiastej. Zdarza się, że wkraczają na tereny uprawne wyrządzając lokalne szkody. W globalnej skali ich negatywny wpływ na gospodarkę człowieka jest znikomy. Liczebność populacji nie jest na tyle duża, aby mogły znacząco szkodzić uprawom lub wpływać na parametry gleby na zajmowanych pastwiskach. Liczebność dzikiej populacji jest szacowana na blisko 2 miliony osobników. Ostry spadek liczebności odnotowany w latach 80. i 90. XX wieku – szczególnie w Tasmanii – został zahamowany.
Kangury olbrzymie mają niewielu naturalnych wrogów. Od tysięcy lat były obiektem polowań dla australijskich Aborygenów, a później dla europejskich osadników. Zabijano je dla futra i mięsa. Czasami są atakowane przez dingo.
Kangur olbrzymi jest chroniony przepisami prawa australijskiego, a jego wykorzystanie w przemyśle jest ściśle monitorowane i limitowane. W klasyfikacji IUCN został zaliczony do kategorii mniejszego ryzyka (kategoria LR/lc ver 2.3). Odizolowana na Tasmanii od przynajmniej 10 000 – 15 000 lat populacja, zaklasyfikowana jako podgatunek Macropus giganteus tasmaniensis  Le Souef, 1923 została zaliczona do kategorii NT. Obecnie występuje tylko we wschodniej Tasmanii. Wcześniej był bardzo liczny, a jego obszar występowania został ograniczony na skutek rozwoju rolnictwa, degradacji siedlisk oraz nielegalnych polowań. Utracił 90% obszaru zajmowanego przed przybyciem europejskich osadników.